# Super Dimension Cavalry Southern Cross
The Super Dimension Cavalry Southern Cross (яп. 超時空騎団サザンクロス Тёдзику: Кидан Садзан Куросу, Гиперпространственная Кавалерия Южного Креста) — японский аниме-сериал, выпущенный студиями Tatsunoko Productions и Studio Ammonite. Транслировался по телеканалам MBS и TBS с 15 апреля по 30 сентября 1984 года. Всего выпущены 23 серии аниме. Является второй частью франшизы Robotech наряду с Макроссом и Моспидой. Сериал был лицензирован американской компанией ADV Films и дублирован на итальянском языке.

## Сюжет
В 2120 году человечество колонизирует другие планеты после того, как фактически опустошили Землю в результате мировой войны. Однако одна из таких планет, Глория — является колыбелью инопланетной расы Зор, которая когда то покинула её, Зор однако агрессивно реагируют на появление там людей, однако люди отстаивают своё право на Глорию, мотивируя это тем, что на момент их прихода, там никто не обитал. Так начинается жестокая война между двумя цивилизациями.

## Список эпизодов
| №  | Название                           | Дата выхода         |
| -- | ---------------------------------- | ------------------- |
| 1  | Prisoner (яп. プリズナー)          | 15 апреля 1984 г.   |
| 2  | Makeup (яп. メイクアップ)          | 22 апреля 1984 г.   |
| 3  | Star Angel (яп. スターエンゼル)    | 29 апреля 1984 г.   |
| 4  | Half Moon (яп. ハーフム－ン)       | 6 мая 1984 г.       |
| 5  | Trouble City (яп. トラブルシティ)  | 13 мая 1984 г.      |
| 6  | Prelude (яп. プレリュード)         | 20 мая 1984 г.      |
| 7  | Labyrinth (яп. ラビリンス)         | 27 мая 1984 г.      |
| 8  | Metal Fire (яп. メタルファイア)    | 10 июня 1984 г.     |
| 9  | Star Dust (яп. スターダスト)       | 17 июня 1984 г.     |
| 10 | Outsider (яп. アウトサイダー)      | 24 июня 1984 г.     |
| 11 | Déjà Vu (яп. デジャブー)           | 1 июля 1984 г.      |
| 12 | Lost Memory (яп. ロストメモリー)   | 8 июля 1984 г.      |
| 13 | Triple Mirror (яп.トリプルミラー)  | 15 июля 1984 г.     |
| 14 | Iron Lady (яп. アイアンレディー)   | 22 июля 1984 г.     |
| 15 | Love Story (яп. ラブストーリー)    | 29 июля 1984 г.     |
| 16 | Hunter Killer (яп. ハンターキラー) | 5 августа 1984 г.   |
| 17 | Bio Psycher (яп. バイオサイカー)   | 19 августа 1984 г.  |
| 18 | Wonderland (яп. ワンダーランド)    | 26 августа 1984 г.  |
| 19 | Crisis (яп. クライシス)            | 2 сентября 1984 г.  |
| 20 | Daydream (яп. デイドリーム)        | 9 сентября 1984 г.  |
| 21 | Nightmare (яп. ナイトメア)         | 16 сентября 1984 г. |
| 22 | Catastrophe (яп. カタストロフ)     | 23 сентября 1984 г. |
| 23 | Genesis (яп. ジェネシス)           | 30 сентября 1984 г. |

## Список персонажей
Жанна Франсуа (яп. ジャンヌ・フランセーズ Дзян'ну Фурансэдзу)
Сэйю: Митиэ Томидзава
Главная героиня истории, ей 17 лет. Имеет короткие светлые волосы. Лидер 15-го Отряда Южного Креста «Альфа Тактика Броневой Корпуса» (ATБК). Родом из планеты-колонии Либерте. Предпочитает следовать по зову сердца и часто ведёт себя опрометчиво. Её начальники считают её помехой в армии так как уверены, что она несерьёзно относится к своему долгу. Из-за игнорирования приказов, Жанну часто сажают одиночную камеру, однако её всегда выпускают в случае необходимости. Питает любовные чувства к Сейфрид Вайсу, однако тот с презрением относится к девушке.
Мэри Ангел (яп. マリー・アンジェル Мари Андзэру)
Сэйю: Кумико Мидзукура
Главная героиня истории имеет карие волосы, полная противоположность Жанне и является идеальным примером сильного солдата, получив прозвище «Космическая амазонка». Была когда то лидером байкеров и всё ещё интересуется машинами. По мере развития сюжета начинает отношение с Чарльзом. Способный лидер и периодически наказывает Жанну за её выходки. Располагает собственным подразделением Бронированный космической пехоты (БКП).
Лана Исавия (яп. ラーナ・イザビア Ра:на Идзабиа)
Сэйю: Мика Дой
Главная героиня истории. Имеет длинные синие волосы. Ей 19 лет. Самая младшая из полицейских офицеров на Глории, но и с самым высоким рангом. Как и Мэри, она значительно отличается от Жанны, относясь очень серьёзно к своим обязанностям. Находится в сопернических отношениях с Жанной, которые похожи на «кошки-мышки». В начале представлена, как холодная, но по мере развития сюжета, выявляет свою романтическую натуру. Какое то время Лана не может разобраться в своих чувства и должна сделать выбор между Южным крестом, или вступить в 15-й отряд АТБК.
Боуи Эмерсон (яп. ボウイ・エマーソン Бо:и Эма:сон)
Сэйю: Арихиро Хасэ
Рядовой первого класса, был назначен в 15-й отряд, когда ему было меньше 16 лет. При этом стал военным благодаря влиянию отца, хотя сам по природе пацифист и больше увлекается сочинением музыки, нежели борьбой.
Андрей Славский (яп. アンジェイ・スラウスキー Андзэй Сураусуки:)
Сэйю: Косукэ Мэгуро
Сержант 15-го отряда, время от времени выступает в качестве лидера в отсутствии вышестоящего начальника. Служил дольше в 15 отряде, чем кто-либо из известных персонажей в сериале, и периодически вступает в конфликт с лидером отряда Жанной Франсуа.
Луи Дюкасс (яп. ルーイ・デュカス Ру:и Дюкасу)
Сэйю: Иссэй Футамата
Эксперт по механике, чинит меха-роботов. Обычно ходит тихим и спокойным, может определять степень угрозы того или иного Биоройда.
Чарльз де Этуард (яп. シャルル・ドゥ・エトワード Тяруру Ду Этова:до)
Сэйю: Бин Симада
В 23 года был командиром 15-го отряда, однако из-за броского поведения с женщинами, был понижен до частного. Дамский угодник, но по мере развития сюжета влюбляется в Марио.
Сейфрид Вайс (яп. サイフリート・ヴァイス Саифури:то Ваису)
Сэйю: Ёсикадзу Хирано
Человек, был в своё время захвачен Зор, и ему промыли мозги, после чего Вайс стал работать в качестве информатора. Первоначально пилотировал красного биройда и боролся против Жанны и её отряда. Из-за промывания мозгов он страдал психическим расстройством, но позже, когда приходит в себя, решает отомстить Зорам.
Браун (яп. ブラウン Бураун)
Сэйю: Кодзи Тотани
Лейтенант отряда АТБК. Лана очень запечатлена его постоянным оптимизмом и чувством долга.
Клод Леон (яп. クロード・レオン Куро:до Рэон)
Сэйю: Дайсукэ Гори
Верховный генерал Южного креста. Одержим манией величия и жаждет уничтожить Зор любой ценой и ради победы идёт на крайние меры, его политика подвергается жесткой критике со стороны генерала Эмерсона.
Рольф Эмерсон (яп. ロルフ・エマーソン Роруфу Эма:сон)
Сэйю: Мугихито
Отец Боуи и отвечает за безопасность Жанны, хотя он подчиняется генералу Леону, категорически не согласен с его политикой. Его методы борьбы с Зор считаются уникальными и инновационными.
Десс (яп. デス Дэсу)
Сэйю: Хиротака Судзуоки
Лидер Зор.
Музика (яп. ムジカ Мудзика)
Сэйю: Норико Хидака
Сирена, чья музыка вдохновляет народ Зор. После встречи с Боуви, она начинает сомневаться в правильности действия своего народа и сбегает. Она влюбляется в Боуви и сбегает в лес, когда Лана пытается захватить её.
Зор (яп. ゾル Дзору)
Инопланетная раса и главные антагонисты истории. Внешне похожи на людей, однако имеют бледную кожу, фиолетовые глаза и серебристые волосы. Бывшие жители планеты Глории и покинули её в результате глобальной войны. Их технологии значительно превосходят человеческие, а в качестве оружия они используют так называемых «биройдов». Работают в группах по 3 человека. Каждый участник выполняет свою роль: информация, решение и действие. Такие группы очень тяжело одолеть, однако если один из участников выходит из строя, то в группе начинается дисбаланс. Зор могут входить в симбиоз с растениями на планете Глории, которые как и Зор растут группами из трёх особей, что подчёркивает о растительной биологии Зор.